# Брадж
Брадж или Вра́джа (хинди ब्रज, बृज, санскр. व्रज, वृज, англ. Braj, Brij, Vraj, Vrij), также Бра́джбуми или Враджабху́ми (хинди ब्रजभूमि, बृजभूमि, санскр. व्रजभूमि, वृजभूमि, англ. Brajbhumi, Brijbhumi, Vrajbhumi, Vrijbhumi) — исторический регион в индийских штатах Уттар-Прадеш, Раджастхан и Харьяна. Является священным местом паломничества для вайшнавов, так как согласно Пуранам и другим текстам индуизма, в Брадже родился и провёл свою юность Кришна. Самые крупные города на территории региона — Матхура, Агра, Алигарх и Майнпури.
Брадж расположен в «золотом треугольнике» Дели — Джайпур — Агра, географически и культурно он находится в самом центре доаба Ганги-Ямуны, который издревле являлся центром развития индийской культуры. Регион Брадж, занимающий территорию площадью 3800 км², можно разделить на две части: восточную, в которой расположены такие места, как Гокула, Махаван, Балдео, Мати Баджна, и западную, где находится округ Матхура с такими местами паломничества, как Вриндавана, Говардхана, Кусум-Саровар, Варшана и Нандаграм.
Враджа располагается на территории современных округов Матхура (штат Уттар-Прадеш), Бхаратпур (Раджастхан) и Палвал (Харьяна). Регион простирается от местечка Котбан, находящегося в 95 км от Дели, до Рунакты (в районе Агры) — ме́ста, получившего известность в связи с индийским святым, прославленным певцом и поэтом Сурдасом, автором произведений, посвящённых Кришне.
Жителей Враджи называют браджбаси или враджбаси. Население разговаривает на диалекте хинди, именуемом брадж (брадж бхаша).